# SONDA (raketa)

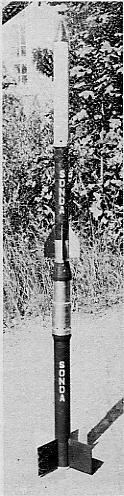
raketa SONDA v konfigurací S1-S2

SONDA byla československá sondážní raketa na výzkum atmosféry do 30 km. Sloužila i pro výzkum telemetrických přístrojů, sledovací aparatury a vypouštěcích zařízení. Vývoj rakety probíhal v letech 1965–1966 v brněnské Vojenské akademií Antonína Zápotockého (VAAZ).

## Rakety

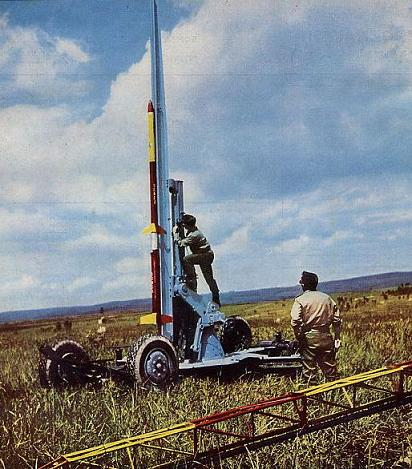
Raketa SONDA v konfigurací S5-1-S7, na startovací platformě

Sondážní rakety byly především na tuhé palivo Diglikol. Sestávaly z prvního a druhého stupně a hlavice. Zajímavostí bylo, že startovací stupně byly označeny S3, 4, 5, 6 a letové stupně S7, 9, 10, a tedy výsledné označení rakety napovídalo, jaký typ stupňů se momentálně používá. Doba letu nepřesáhla pár desítek sekund. Po vyhoření startovacího stupně byl let setrvačný až po zapálení letového stupně. Startovací platforma měla většinou podobu čtyřkolového vozíku, jehož stabilitu zajišťovaly kotvy. Vypuštění se dělo pomocí vodicí lišty a odpal probíhal elektronickým impulsem.
Rakety typu S1-S2 byly ověřovací modely vybaveny pouze padákem. Měla dva stupně, kde stupeň S1 byl startovací s průměrem 61 mm a váhou 5,1 kg. Letový stupeň S2 měl průměr 54 mm a hmotnost 3,1 kg. Oba stupně byly vybaveny dýmovnicemi pro lepší pozorování. Dostup rakety byl 6 km.
Typ S3-S4 byl první pokus o vynesení užitečného nákladu. Startovací stupeň S4 měl délku 1070 mm, průměr 125 mm. Stupeň byl řešen tak aby byl opakovatelně použitelný, a to bylo dosaženo vrstvou azbestu na vnitřní straně motoru a nátěru ze silikonového laku. Takto ošetřené byly i další typy. Stupeň přistával na padáku. Padákové pouzdro se nacházelo ve spojovacím kuželu, který spojoval startovací a letový stupeň S3. Jeho délka byla 2300 mm, průměr 104 mm a hmotnost okolo 24,3 kg, dostup rakety S3-S4 byl 11 km. Hlavice byla neoddělitelná a nacházely se v ní dýmovnice, padák, časovače a baterie.
Typ S5-1-S7 měl celkovou délku 4 metry. V hlavici s průměrem 128 mm a hmotností 8 kg, se nacházelo místo pro 2 kg užitečného nákladu, což byly meteorologické přístroje a zařízení pro ovládání funkce rakety. Startovací stupeň S5 měl hmotnost 33,4 kg a průměr 125 mm. Nad motorem se nacházelo kuželové duralové pouzdro, kde byl umístěn padák. Toto pouzdro jako u předešlé rakety spojovalo oba stupně, separace probíhala ověřenou metodou, a to rozdílnými aerodynamickými odpory. Letový stupeň S7 byl konstrukčně velmi podobný stupni S5. Motor vážil 37,6 kg a měl průměr 119 mm. Maximální dostup byl 14 km.
Typ S5-S9 se konstrukčně příliš nelišil od předchozí rakety. Parametry startovacího stupně S5 byly shodné s předešlým typem. Letový stupeň S9 vážil 52,5 kg a měl průměr 145 mm. K vzájemnému oddělení docházelo ve výšce 2 až 2,5 km. Tento stupeň v kombinaci se startovacím stupněm S6 mohl dosahovat výšky až 18 km.
Typ S10 nebyl nijak odlišný od předchozí rakety, až na to, že vnitřní kanálek, které tvořilo palivo, mělo tvar hvězdice. Takto se podařilo prodloužit dobu hoření. Touto raketou se ukončila cela řada raket SONDA.

## Jiné výzkumy
Kromě výzkumů raket, VAAZ spolupracovala i s Výzkumným a zkušebním leteckým ústavem Praha (VZLÚ), kde probíhal tzv. Úkol KŘÍDLO. Cílem zadání byl výzkum aeroplastického jevu, vznikajícího na křídlech v transonických rychlostech a pomocí raketových motorů se simuloval tento jev.
VAAZ spolupracovala i s Aero Vodochody, kde vznikl Úkol RYBA. Tento projekt navázal na předešlý a spočíval v rozkmitání nosných ploch letadla. Tato metoda se použila na prototypu stíhačky L-39 Albatros.